# أسد أباد السفلى (مهر أباد)
أسد أباد السفلى (بالفارسية: اسدآباد پایین) هي قرية تقع في إيران في Mehrabad Rural District. يقدر عدد سكانها بـ 218 نسمة .